# Basilica cattedrale di Santa Maria Assunta (Carpi)
La basilica cattedrale di Santa Maria Assunta è il duomo di Carpi e cattedrale della diocesi omonima. Ottenne la dignità di basilica minore nel 1979, in occasione del bicentenario dell'istituzione della diocesi.
La cattedrale si affaccia su piazza dei Martiri.

## Storia
La costruzione della chiesa iniziò nel 1514, su impulso del Principe Alberto III Pio, e fu ultimata sul finire nel XVIII secolo: l'edificio fu consacrato nel 1791 dal primo vescovo diocesano, monsignor Francesco Benincasa.
La facciata fu completata nella seconda metà del XVII secolo con linee barocche, mentre l'alta cupola, costruita nel 1768, fu abbassata nel 1771 per ragioni statiche.
Nel 1988 papa Giovanni Paolo II ha visitato la cattedrale ed ha incontrato i fedeli in occasione della visita pastorale alla diocesi.
In questa cattedrale hanno ricevuto l'ordinazione episcopale i vescovi Gaetano Maria Cattani (1850), Alessandro Maggiolini (1983) e Douglas Regattieri (2010).
L'edificio è stato danneggiato dal terremoto dell'Emilia del 2012, ed è stato riaperto al culto sabato 25 marzo 2017 con solenne celebrazione presieduta dal cardinale Pietro Parolin e da molti altri cardinali, vescovi e sacerdoti. Al termine della celebrazione la statua della Madonna Assunta è stata incoronata ed è stata scoperta una lapide in memoria dell'evento.
La successiva domenica 2 aprile papa Francesco ha tenuto sul sagrato della chiesa una messa davanti a 15.000 fedeli accolti nella lunga piazza Martiri.
Nel 2017 è stata collocata all'interno la reliquia principale del beato Odoardo Focherini.

## Descrizione

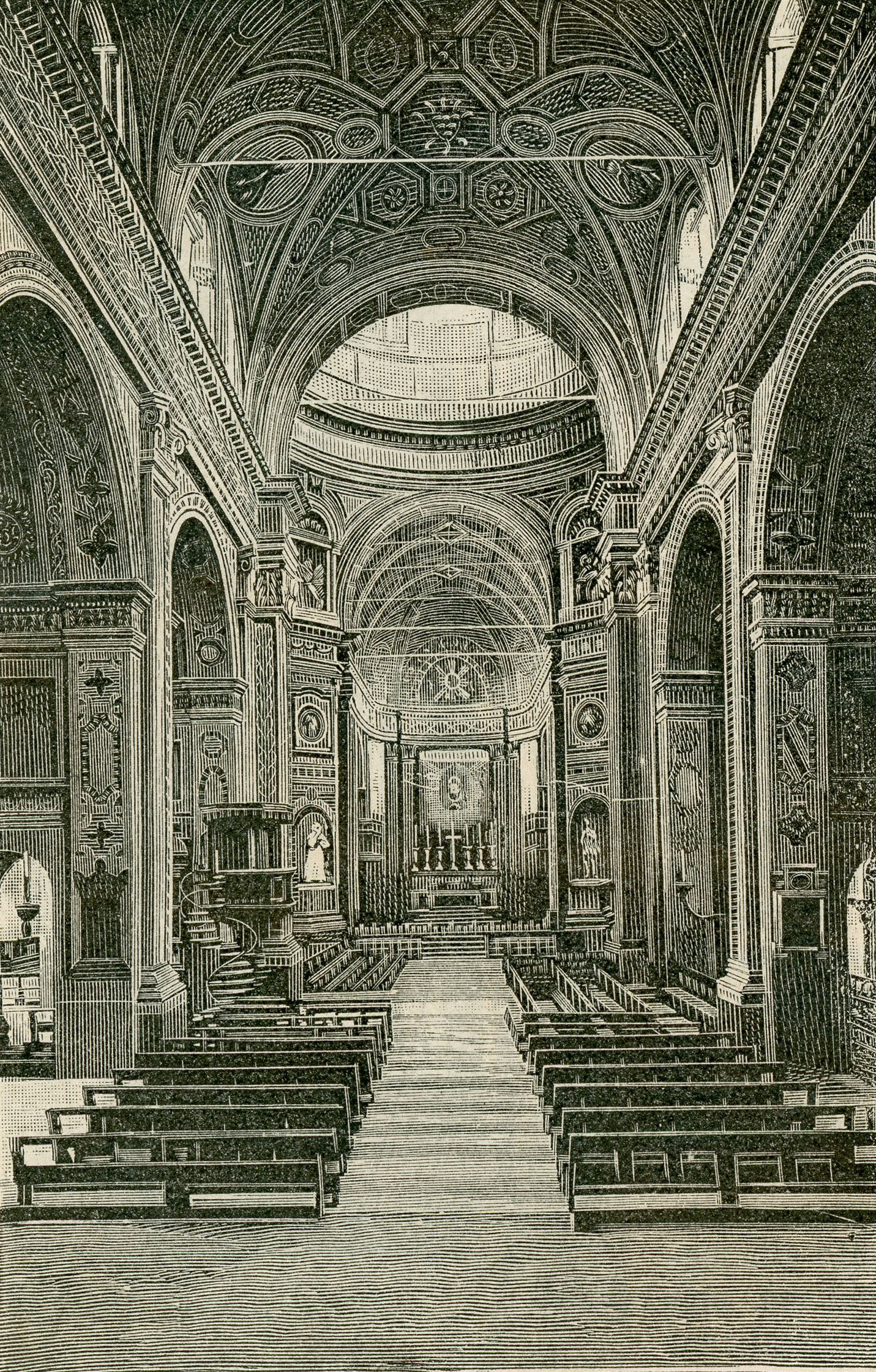
L'interno in una xilografia pubblicata nel 1902

L'interno a tre navate rispetta la progettazione rinascimentale dovuta a Baldassarre Peruzzi e derivata dalla basilica di San Pietro in Vaticano.
Pregevoli le opere d'arte e di arredo che arricchiscono le cappelle e gli altari con dipinti seicenteschi dovuti, fra gli altri, a Teodoro Ghisi, Matteo Loves, Luca Ferrari, Giacomo Cavedoni, Sante Peranda.
Recentemente il presbiterio è stato ristrutturato con nuovi arredi liturgici.
Nella navata destra, all'altezza della cappella del transetto (san Valeriano) si notano le lapidi marmoree delle tombe dei vescovi.
Ogni anno a partire dal 1515, il 15 agosto, si tiene una partecipata funzione e una processione solenne in onore di Maria Vergine Assunta in Cielo, patrona della Cattedrale e della chiesa carpigiana, officiata dal Vescovo e con grande concorso di popolo.
La devozione popolare è particolarmente viva, oltre che per l'immagine dell'Assunta, anche per la "Madonna della Porta" (Ianua Coeli), opera strappata a Porta Mantova prima dell'abbattimento di inizio novecento e per l'Addolorata, oltre che al busto reliquiario di san Valeriano, alle reliquie di san Bernardino Realino e alla statua della Madonna del Carmelo.

## Sepolture illustri
All'interno della cattedrale sono sepolti:
- Manfredo Fanti, generale e ministro, morto nel 1865
- Francesco Benincasa, vescovo di Carpi dal 1779 al 1794
- Carlo Belloni, vescovo di Carpi dal 1794 al 1800
- Giacomo Boschi, vescovo di Carpi dal 1807 al 1815
- Clemente Maria Bassetti, vescovo di Carpi dal 1831 al 1839
- Gaetano Maria Cattani, vescovo di Carpi dal 1850 al 1863
- Gherardo Araldi, vescovo di Carpi dal 1871 al 1891
- Andrea Righetti, vescovo di Carpi dal 1891 al 1924
- Giovanni Pranzini, vescovo di Carpi dal 1925 al 1935
- Vigilio Federico Dalla Zuanna, vescovo di Carpi dal 1941 al 1952
- Artemio Prati, vescovo di Carpi dal 1953 al 1983
- Lelio Rossi, pittore
- Elio Tinti, vescovo di Carpi dal 2000 al 2011